# 大道寺政繁
大道寺 政繁（だいどうじ まさしげ）は、戦国時代から安土桃山時代にかけての武将。後北条氏の家臣。

## 生涯
天文2年（1533年）に北条家家老・大道寺資親の子として誕生。
元亀元年（1570年）に父・資親が死去すると家督と河越城代、鎌倉代官の役割を継承した。
元亀3年（1572年）閏正月には復活した甲相同盟によって、北条氏照と共に武田家への援軍として上野へ派遣された。
内政手腕に優れ、河越城代を務めていた頃は城下の治水をはじめ、金融商人を積極的に登用したり、掃除奉行、火元奉行などを設けて城下振興を行うなど、その辣腕振りを遺憾なく発揮したと伝えられている。
軍事面においては「河越衆」と呼ばれる軍団を率い、三増峠の戦いや神流川の戦いなど北条氏の主要合戦のほとんどに参戦して武功を挙げた。
天正10年（1582年）、甲斐国の武田氏滅亡後に北条氏が支配していた上野国を武田氏滅亡戦の余波のまま織田信長が領有した。しかし同年、本能寺の変が起こり信長が討死して織田家中が混乱すると、その隙に北条氏は上野国を奪還し、逆に甲斐・信濃へ侵攻する（天正壬午の乱）。政繁は信濃小諸城主とされ、最前線を担当し徳川家康と対峙するが、北条と家康の間に講和が成立し、政繁らも信濃より引き上げる。
天正12年（1584年）には新たに坂戸宿を開き、現在の坂戸市発展の礎となっている。
上野松井田城の城代であった政繁は、天正18年（1590年）、豊臣秀吉の小田原征伐が始まると、松井田が中山道の入り口であることから、前田利家・上杉景勝・真田昌幸らの大軍を碓氷峠で迎え撃とうとするが、兵力で劣勢にあり敗北した。そして籠城戦を覚悟し、城に籠もって戦うが、圧倒的な大軍の前に郭を次々と落とされたため、政繁らは討ち死にを覚悟して孫を脱出させたが、真田昌幸が見て見ぬふりをしたという。水脈を断たれた上兵糧を焼かれ、ついに本丸に敵兵が及ぶに至り、開城降伏した。
その後、豊臣方に加えられ忍城攻めの道案内を務め、5月22日に武蔵松山城、6月14日に鉢形城、6月23日に八王子城攻めと北条氏の拠点攻略戦に加わっている。特に八王子城攻めにおいては、城の搦手の口を教えたり、正面から自身の軍勢を猛烈に突入させたりなど、攻城戦に際し最も働いたとされている。
しかし7月5日に小田原城が陥落した後の同月19日、秀吉から北条氏政・氏照・松田憲秀らと同じく開戦責任を咎められた。この処置に至った経緯に関しては、秀吉の軍監と意見が対立し讒言された、秀吉に寝返りを嫌われた、北条氏の中心勢力を一掃させたかったなど諸説あるが定かではない。政繁は自らの本城である河越城下の常楽寺（河越館）にて切腹を命じられた。享年58。江戸の桜田で処刑されたという説もある。大道寺氏は政繁の死によって一旦滅亡した。
埼玉県川越市の常楽寺に供養塔が残り、群馬県安中市の補陀寺に墓が残る。さらに、青森県弘前市の貞昌寺には、政繁の養子の隼人（直英）が建立した供養塔と隼人の墓が並んで残っている。

## 逸話
天文15年(1546年)の河越城の戦いでは、まだ孫九郎と名乗っていた政繁が上杉憲政の家臣・本間近江守と一騎討ちをして勝利したという逸話が残っている。本間は剛の者として知られていたが孫九郎に敗北し、自身の馬印である「九つ提灯」を孫九郎に託し討たれた。その後北条家の武将は、この本間にあやかって旗指物に提灯を差すようになったと言われている(甲陽軍鑑)。
甲陽軍鑑では、この逸話は馬印発祥のエピソードとして記載されている(同書では金の提灯とされる)。

## 家系図
周勝（重興）・資親の系譜関係は、盛昌の子で兄弟とも、盛昌－周勝（重興）－資親－政繁と親子になるともされはっきりしない。

## 子孫
政繁の妻は遠山綱景（藤九郎隼人）の娘である。最初、舎人経忠に嫁ぎ男子を二人儲けたが、経忠は第二次国府台合戦（1563年）で戦死した。同じ合戦で、遠山綱景と綱景の嫡男・隼人佐までもが戦死した。綱景は、江戸城と葛西城の城代だったが、大道寺政繁とは後北条氏重臣としての同役でもあった。
綱景の娘は実家の遠山氏を頼ったのち大道寺政繁に再嫁し、前夫（舎人氏）との間の長子は政繁の養子になり大道寺直英（隼人）と名乗った。次子はのちに津軽藩士松野家の養子となり、松野大学を名乗っている。その後、4人の異父弟が生まれた。直英は大道寺氏では養子となるため、大道寺氏の系図には五男と記載されているが、同母兄弟中では最年長である。築城の名手との記録もあり、政繁と共に河越城、松井田城の改修を行った。
小田原攻めで北条方が破れたのち、秀吉の命で政繁は自害した。 家康の強い懇願によって、督姫と氏直や政繁の子供らは家康への預け処分となった。直繁は一時、高野山へ配流となった北条氏直と共に高野山へ従ったが、氏直の死去後、家康の元へ戻った。この兄弟らは各々、幕末まで大道寺氏の家名を保っている。
- 長男・大道寺直繁は将軍・徳川秀忠に召し出され仕えた。その子は越後高田藩の松平忠輝に仕えたが、忠輝が改易となり浪人。さらに次代すなわち直繁の孫が甲州流軍学者・大道寺友山である。友山は広島藩、会津藩の客分を経たのち蟄居するが、再度越前福井藩に仕官した。友山の子孫はそのまま福井藩士として存続し、家老職・江戸留守居役などを務めた。この家系が政繁ら大道寺氏嫡男の通称「孫九郎」の名を継承している。
- 次男・大道寺直重（直昌とも。新四郎）は天正壬午の乱の際は人質として徳川家康に送られたが、すぐに帰されている。豊臣氏と北条氏の戦いの際は父と共に松井田城に籠城し、豊臣方の前田氏・上杉氏らの北方軍と交戦。碓氷峠で真田昌幸や依田康国らと交戦するも、開城となり一族と共に降伏した。戦後は前田利政に仕え[注釈 6]、利政が関ヶ原の戦いで改易となった後は尾張藩の松平忠吉に2千石という高禄で招かれた。忠吉の死去後は尾張に封じられた徳川義直に2千5百石で仕えた。子孫に至り加増を重ね4〜5千石を知行し、城代家老を務める家柄となった。幕末の尾張藩に起こった青松葉事件に際し、大道寺直良（主水）が永蟄居処分を受けている。江戸時代後期の農政学者である大原幽学は、尾張藩の家臣大道寺直方の次男として生まれたとの説がある。若き頃は大道寺左門と名乗っていたと伝わる。
- 三男は仏門に入り、弁誉と号した。江戸深川の名所清澄庭園の隣にある深川本誓寺を中興したと伝わる。
- 四男・大道寺直次は当初母方の苗字「遠山長左衛門」「遠山直次」と名乗り順に黒田孝高・豊臣秀次・福島正則・黒田長政・京極忠高に仕えた後、徳川秀忠に1千石で仕え幕府旗本となった。尾張藩士・舎人恒忠の子を養子とし、子孫は大道寺に復姓して江戸時代も存続した。
- 養子・大道寺直英（隼人）は直重の縁で尾張藩に仕え、名古屋城築城に携わった。大坂の陣ののち弘前藩に仕え、弘前城築城にも携わった。子孫は藩主家から養子をとるなどの紆余曲折を経て、津軽藩家老や城代を務める家柄として1千石余を預かり存続し、代々「大道寺隼人」を名乗った。子孫は明治維新後に県会議長(大道寺繁禎)となった。第五十九国立銀行を創立したが、これは現在の青森銀行の前身である。

## 演じた俳優
テレビドラマ
- ささきいさお（『天地人』、2009年、NHK）